# 世界消滅飢餓和營養不良宣言
世界消滅飢餓和營養不良宣言是由聯合國糧食及農業組織（FAO）所主持的世界糧食會議上通過的一個宣言。

## 內容
- 第一段

現在貽害發展中各國人民的嚴重糧食危機－－世界上飢餓和營養不良的人，多數在發展中國家，這些國家的人口合計佔世界人口的三分之二強，而其生產的糧食約為世界產量的三分之一，而且這個差距在今後十年內大有加大的可能－－不但是充滿了嚴重的經濟和社會問題，並且尖銳地威脅到人權宣言中所崇奉的關係生存權利和人類尊嚴的最根本的原則和價值